# Ирвинг Лангмјур
Ирвинг Лангмјур (енгл. Irving Langmuir; Њујорк, 31. јануар 1881 — Вудс Хоул, 16. август 1957) је био амерички физикохемичар.Док је радио у Џенерал електрику, у периоду 1909 — 1950, направио је неколико значајних открића, између осталог пронашао сијалицу пуњену гасом (већина данашњих обичних сијалица је таква) и технику заваривања водоником. Године 1932. добио је Нобелову награду за хемију за открића у површинској хемији.

## Школовање
Дипломирао је рударство на Колумбији 1903. године, а докторирао је у Гетингену код главног физикохемичара, и самог добитинка Нобелове награде Валтера Нернста 1906. године.

## Научни рад
У наставку свог докторског рада испитивао је ефикасност сијалице што је резултовало проналаском високовакуумске цеви. Затим је са сарадницима пронашао да живот сијаличног влакна може знатно да се продужи испуњавањем сијаличног балона инертним гасом, рецимо аргоном, што представља важан елемент данашње технологије израде сијалица.
Затим је испитивао емисију честица са усијаног влакна, термојонску емисију, а био је први који је јонизовани гас назвао плазмом. С тиме у вези увео је концепт електронске температуре и 1924. пронашао методу за мерење електронске температуре и густине плазме (Лангмјурова проба).
У истраживањима везаним за атомску теорију материје дефинисао је модерни концепт валентне љуске и изотопа.
Заједно са Катарином Блаџет испитивао је танке филмове и адсорпцију на површинама. Они су увели концепт мономолекулског слоја.
У току Другог светског рата бавио се развојем димних завеса за војне сврхе и методама за одлеђивање авионских крила што га је довело до открића да киша може да се изазове засејавањем облака, сувим ледом и различитим јодидима. На тим се принципима заснива данашња противградна одбрана.
Године 1953. Лангмјур је одржао предавање о патолошкој науци.

## Патенти
- Langmuir, U.S. Patent 1.244.217, "Electron-discharge apparatus and method of operating the same"
- Langmuir, U.S. Patent 1.251.388, "Method of and apparatus for controlling x-ray tubes"